# Antoine-François Peyre

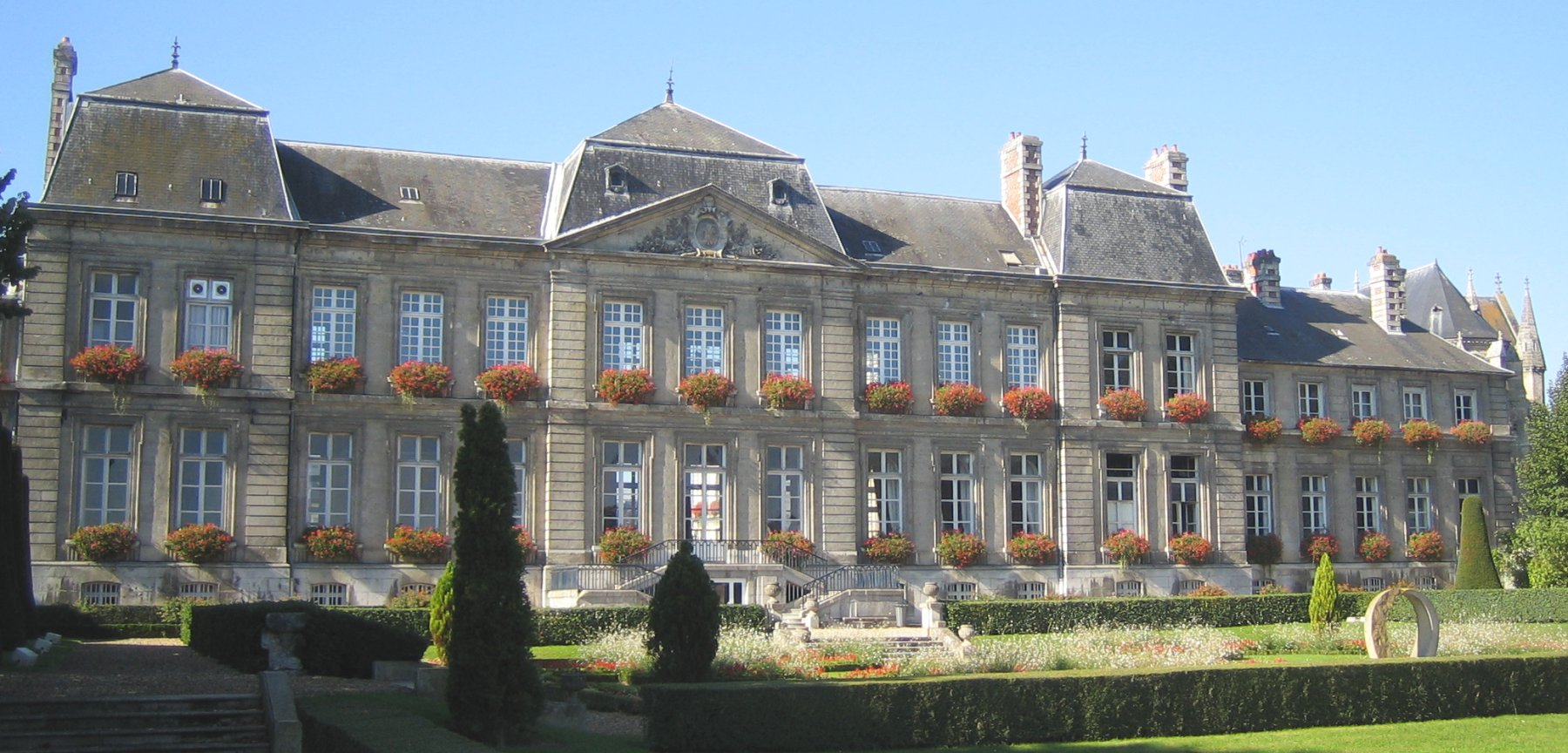
Hôtel de Ville, Soissons

Antoine-François Peyre, född 5 april 1739, död 7 februari 1823, var en fransk arkitekt.
Antoine-Francois Peyre tillhörde en framstående fransk arkitektfamilj. Brodern Marie-Joseph (1730–85) var också arkitekt.
Peyre ritade 1788 Hôtel de Ville Soissons och han arbetade bland annat med slottsbyggnader i Mainz och Koblenz.